# 豬肝記得煮熟再吃
《豬肝記得煮熟再吃》（簡稱「豬肝」）是日本作家逆井卓馬所著的輕小說系列，由遠坂朝霧擔綱插畫，2020年3月至2024年3月經電擊文庫出版，共9卷。第26屆電擊小說大獎金獎得奬作品。截至2022年12月，系列累積發行超過25萬本。
改編漫畫開始連載於《電擊魔王》2020年10月號，由繪畫。改編電視動畫由project No.9製作，於2023年10月至2024年2月播出。

## 故事概要
主角生吃豬的肝臟後失去了意識。當他醒來時，發現自己身處在豬圈，竟然轉生成為一隻豬。突然出現的女孩潔絲有一個特別的能力，她可以聽到別人的心聲。

## 登場角色

### 主要角色
豬（聲：松岡禎丞（宣傳片、電視動畫） / 澀谷慧（廣播劇））
本作主角。19歲。轉生前是普通的理科宅，網名為“瘦弱無力的波克”，卻被簡略為“蘿莉波克”。因為生吃豬肝昏了過去，醒來後發現自己轉生到異世界，成為一頭不會說話的普通家豬。
潔絲（聲：楠木燈（宣傳片、電視動畫） / 市之瀨加那（廣播劇））
本作女主角。16歲。基爾多林家的耶穌瑪。擁有讀心能力，能夠跟不會說話的主角溝通。

### 次要角色

#### 梅斯特利亞
諾特（聲：伊東健人）
豬和潔絲在巴普薩斯村遇到的獵人。
羅西（聲：高橋伸也）
諾特的搭檔，是一隻大型犬。
瑟蕾絲（聲：富田美憂）
在巴普薩斯村旅館工作的少女。13歲。和潔絲一樣是耶穌瑪，並且察覺到了豬的真實身分。

#### 穿越者
黑豬（聲：杉田智和）
主角在網聚認識的阿宅朋友，網名為“薩農（サノン）”。曾一度穿越過梅斯特利亞。穿越後變為了黑豬。
兼人（聲：島崎信長）
主角在網聚認識的阿宅朋友，網名為“兼人”。曾一度穿越過梅斯特利亞，穿越後變為了野豬。

### 王族
伊維斯（聲：土師孝也）
梅斯特利亞的國王。
維絲（聲：井上喜久子）
修拉維斯的母親。
修拉維斯
伊維斯的孫子。

### 其他

#### 现实世界
Hiropon（聲：種崎敦美）
主角的網友，醫科的女大學生，起的網名非常糟糕（網名即“冰毒”）。曾一度穿越過梅斯特利亞，但由於沒有好的回憶，以及加上要照顧患有疾病的妹妹，就沒有參與再度穿越回梅斯特利亞，僅作為協助者幫助包括主角在內的三位曾經穿越者再度穿越到梅斯特利亞。

#### 梅斯特利亞
基林斯（聲：相馬康一）
基爾多林鎮立斯塔店的老闆。
布蕾絲（聲：能登麻美子）
伊絲（聲：早見沙織）
潔絲的姐姐。5年前，身為耶穌瑪的她被隱藏在巴普薩斯村的修道院中。然而，修道院被縱火，她被追捕並殺害。後來，諾特取回了她的項圈和骨頭。

## 出版書籍

### 輕小說
| 卷數 | KADOKAWA       | KADOKAWA               | 台灣角川       | 台灣角川              |
| 卷數 | 發售日期       | ISBN                   | 發售日期       | ISBN                  |
| ---- | -------------- | ---------------------- | -------------- | --------------------- |
| 1    | 2020年3月10日  | ISBN 978-4-04-913013-3 | 2021年5月26日  | ISBN 978-986-524421-7 |
| 2    | 2020年8月7日   | ISBN 978-4-04-913217-5 | 2021年9月16日  | ISBN 978-986-524768-3 |
| 3    | 2020年12月10日 | ISBN 978-4-04-913455-1 | 2021年12月15日 | ISBN 978-626-321055-4 |
| 4    | 2021年5月8日   | ISBN 978-4-04-913835-1 | 2022年4月13日  | ISBN 978-626-321349-4 |
| 5    | 2021年10月8日  | ISBN 978-4-04-914045-3 | 2022年8月17日  | ISBN 978-626-321675-4 |
| 6    | 2022年5月10日  | ISBN 978-4-04-914351-5 | 2023年1月17日  | ISBN 978-626-352168-1 |
| 7    | 2022年12月9日  | ISBN 978-4-04-914749-0 | 2023年7月13日  | ISBN 978-626-352691-4 |
| 8    | 2023年10月6日  | ISBN 978-4-04-915080-3 | 2025年3月19日  | ISBN 978-626-415377-5 |
| 9    | 2024年3月8日   | ISBN 978-4-04-915438-2 |                |                       |

### 漫畫
| 卷數 | KADOKAWA       | KADOKAWA               | 台灣角川      | 台灣角川              |
| 卷數 | 發售日期       | ISBN                   | 發售日期      | ISBN                  |
| ---- | -------------- | ---------------------- | ------------- | --------------------- |
| 1    | 2021年2月27日  | ISBN 978-4-04-913657-9 | 2022年8月25日 | ISBN 978-626-321697-6 |
| 2    | 2021年9月27日  | ISBN 978-4-04-913982-2 | 2023年5月18日 | ISBN 978-626-352513-9 |
| 3    | 2022年7月27日  | ISBN 978-4-04-914318-8 | 2023年5月18日 | ISBN 978-626-352514-6 |
| 4    | 2023年2月27日  | ISBN 978-4-04-914883-1 | 2024年1月25日 | ISBN 978-626-378382-9 |
| 5    | 2023年9月26日  | ISBN 978-4-04-915254-8 | 2024年5月23日 | ISBN 978-626-378978-4 |
| 6    | 2024年4月26日  | ISBN 978-4-04-915744-4 |               |                       |
| 7    | 2024年10月25日 | ISBN 978-4-04-916080-2 |               |                       |

## 電視動畫
2021年12月11日，於「電撃文庫 冬之祭典Online 2021」上，宣布將獲改編為電視動畫。2022年12月5日，在Twitter預告將於小說第7卷發售日12月9日公佈新消息。當日宣佈電視動畫定於2023年首播。2023年7月15日，宣佈首播時期為同年10月，並公佈主要製作人員陣容。

### 製作人員
- 原作：逆井卓馬
- 原作插圖：遠坂朝霧
- 導演：高橋雅之
- 系列構成：赤尾凸
- 人物設定：渡邊奏
- 音樂：末廣健一郎、MAYUKO
- 動畫製作：project No.9[29]

### 主題曲
片頭曲
主唱、作詞：ASCA，作曲、編曲：古川貴浩
片尾曲
主唱、作詞：Myuk，作曲：山口寬雄，編曲：大久保友裕

### 各話列表
| 話數   | 日文標題 | 中文標題                     | 劇本     | 分鏡                | 演出                | 作畫監督 | 總作畫監督                 | 首播日期       |
| ------ | -------- | ---------------------------- | -------- | ------------------- | ------------------- | --- | -------------------------- | -------------- |
| 第1話  |          | 阿宅被美少女當豬看待會很開心 | 赤尾凸   | 高橋雅之            | 田中健太郎          | 森出剛、豬爪多惠、 無錫極速蝸牛動畫、、 Studio EverGreen | 渡邊奏、 豬爪多惠          | 2023年 10月7日 |
| 第2話  |          | 豬被吹捧也會跳舞             | 金子祐介 | 信田悠              | 加藤顯              | 森出剛、豬爪多惠、王寬、 無錫極速蝸牛動畫、 Studio Glum、24FPS、 Studio EverGreen、 Studio PAPER CRANES | 渡邊奏、 豬爪多惠、        | 10月14日       |
| 第3話  |          | 不能對我推動真情             | 金子祐介 | 大石美繪            | 白石道太            | 森出剛、村上依理奈、 高瀬ゆり子、簡延軒、 Yoon Seo-hee、Jang han-byeol、 徐晨寅、梁家園、王寛、劉文慧、 Studio EverGreen、24FPS、 無錫極速蝸牛動畫                                                                                | 豬爪多惠、 森山剛史        | 10月21日       |
| 第4話  |          | 要注意豬的騎乘方式           | 赤尾凸   | 熊野千尋            | 福元信一            | 李相民、森出剛、、 松井京介、沈玥、 無錫極速蝸牛動畫、 Studio EverGreen、 光之園動畫、 唐軍跌、魏麗娟、李鑫源 | 渡邊奏、 豬爪多惠、 李相民 | 10月28日       |
| 第5話  |          | 型男十之八九都是人渣         | 赤尾凸   | 高橋雅之            | 林映辰              | 森出剛、、松井京介、 簡延軒、閔賢叔、權勇相、 安孝貞、覃启若、葉昌、 歐文瑩俠、唐軍跌、魏麗娟、 李鑫源、無錫極速蝸牛動畫、 光之園動畫                                                                                             | 渡邊奏、 豬爪多惠、 李相民 | 11月4日        |
| 第6話  |          | 心意就該老實大聲說           | 金子祐介 | 齋藤德明            | 小島隆史、 内堀雅人 | Studio PAPER CRANES、王寬、 吳存、凱馳、湯夏、劉文慧 | 、 豬爪多惠                | 11月11日       |
| 第7話  |          | 每朵花都是獨一無二的         | 金子祐介 | 大石康之            | 伊藤真司            | | 渡邊奏、                   | 11月18日       |
| 第8話  |          | 不要嘲笑別人的祈禱           | 赤尾凸   | 齋藤德明            | 佐藤公弘            | 森出剛、簡延軒、唐軍躍、 魏麗娟、李鑫源、 無錫極速蝸牛動畫、 Studio EverGreen、、 CJT、 | 李相民                     | 11月25日       |
| 第9話  |          | 活著踏上那片土地吧           | 金子祐介 | 羽迫凱              | 高橋雅之            | 森出剛、葉昌、周俊傑、覃啟若、 歐文瑩俠、、 東：范冬冬、孫繼偉、魏旭龍、 AIPC258、貓先森、巴中小種、 欠欠、蔣航岑、劉華睿、普平源、 周玄、劉軍、TENG TENG、明光、 慧敏、吳成彬、丘、 無錫極速蝸牛動畫、、 Studio EverGreen、24FPS | 李相民                     | 12月9日        |
| 第10話 |          | 規定一定其來有自             | 金子祐介 | 高橋雅之            | 高橋雅之            | 森出剛、葛玲、徐延文、劉劍、 王寬、吳存、李傑、 、 | 渡邊奏、 李相民            | 12月16日       |
| 第11話 |          | 獎賞要保留到關鍵時刻         | 赤尾凸   | 高橋雅之            | 高橋雅之            | 森出剛、鑫月、明光、慧敏、 星野光、蕭偉呈、普平原、周玄、 胡根、東：范冬冬、孫繼偉、 魏旭龍、鳥尾、廖敏惠、蔣航岑、 杭州神在動畫、 、 無錫極速蝸牛動畫、 Studio EverGreen                                                         | 渡邊奏、 李相民            | 12月23日       |
| 第12話 |          | 豬肝記得煮熟再吃             | 赤尾凸   | 高橋雅之、 熊野千尋 | 高橋雅之            | Studio EverGreen、 、 24FPS、徐延文、劉劍、 陳如水、居朝剛、丘 | 渡邊奏、 豬爪多惠、 李相民 | 2024年 2月5日  |

### 播映平台
| 播映地區 | 播映平台         | 播映日期                    | 播映時間              | 備註            |
| -------- | ---------------- | --------------------------- | --------------------- | --------------- |
| 台灣     | 巴哈姆特動畫瘋   | 2023年10月8日－2024年2月5日 | 星期日 01:00（UTC+8） | [ 30 ] [ 註 1 ] |
| 台灣     | 中華電信MOD      | 2023年10月8日－2024年2月5日 | 星期日 01:00（UTC+8） |                 |
| 台灣     | Hami Video       | 2023年10月8日－2024年2月5日 | 星期日 01:00（UTC+8） |                 |
| 台灣     | LiTV 線上影視    | 2023年10月8日－2024年2月5日 | 星期日 01:00（UTC+8） |                 |
| 台灣     | MyVideo 影音隨看 | 2023年10月8日－2024年2月5日 | 星期日 01:00（UTC+8） |                 |
| 台灣     | 遠傳friDay影音   | 2023年10月8日－2024年2月5日 | 星期日 01:00（UTC+8） |                 |
| 台灣     | 中嘉bb寬頻.bbTV  | 2023年10月8日－2024年2月5日 | 星期日 01:00（UTC+8） |                 |
| 台灣     | KKTV             | 2023年10月8日－2024年2月5日 | 星期日 01:00（UTC+8） |                 |
| 台灣     | LINE TV          | 2023年10月8日－2024年2月5日 | 星期日 01:00（UTC+8） |                 |
| 台灣     | 亂搭             | 2023年10月8日－2024年2月5日 | 星期日 01:00（UTC+8） |                 |
| 台灣     | CATCHPLAY+       | 2023年10月8日－2024年2月5日 | 星期日 01:00（UTC+8） |                 |

### BD／DVD
| 卷數 | 發售日期       | 收錄話數       | 規格編號      | 規格編號      |
| 卷數 | 發售日期       | 收錄話數       | BD            | DVD           |
| ---- | -------------- | -------------- | ------------- | ------------- |
| 1    | 2023年12月20日 | 第1話－第2話   | ANZX-16111/2  | ANZB-16111/2  |
| 2    | 2024年1月31日  | 第3話－第4話   | ANZX-16113/4  | ANZB-16113/4  |
| 3    | 2024年2月28日  | 第5話－第6話   | ANZX-16115/6  | ANZB-16115/6  |
| 4    | 2024年3月27日  | 第7話－第8話   | ANZX-16117/8  | ANZB-16117/8  |
| 5    | 2024年4月24日  | 第9話－第10話  | ANZX-16119/20 | ANZB-16119/20 |
| 6    | 2024年5月29日  | 第11話－第12話 | ANZX-16121/2  | ANZB-16121/2  |

## 註腳
註釋
1. ↑  12月3日因日方為維持製作品質暫停更新。第12話原定於12月31日播出，因各種原因延後至2024年2月6日02：05播出。

資料來源
1. 1 2  . ln-news.com. 2020-08-28  [2021-05-15]. （原始内容存档于2021-05-15） （日语）.
2. 1 2 3  . ln-news.com. 2020-03-10  [2021-05-15]. （原始内容存档于2021-05-15） （日语）.
3. ↑  電擊文庫 [@bunko_dengeki].  (推文). 2022-12-16  [2023-05-21] –Twitter （日语）.
4. 1 2 3  . Comic Natalie. 2022-12-09  [2022-12-09]. （原始内容存档于2022-12-19） （日语）.
5. 1 2  . 電擊文庫YouTube頻道. 2021-10-22  [2021-10-23]. （原始内容存档于2021-11-17） （日语）.
6. 1 2  . Comic Natalie. 2023-09-01  [2023-09-01]. （原始内容存档于2023-09-22） （日语）.
7. ↑  . MANTANWEB. 2023-09-30  [2023-09-30]. （原始内容存档于2023-10-04） （日语）.
8. ↑  . 電撃文庫.   [2023-08-31]. （原始内容存档于2021-05-15） （日语）.
9. ↑  . 台灣角川.   [2023-08-15]. （原始内容存档于2023-08-15） （中文（臺灣））.
10. ↑  . 台灣角川.   [2023-08-20]. （原始内容存档于2023-08-20） （中文（臺灣））.
11. ↑  . 台灣角川.   [2023-08-24]. （原始内容存档于2023-08-24） （中文（臺灣））.
12. ↑  . 台灣角川.   [2023-09-05]. （原始内容存档于2023-09-05） （中文（臺灣））.
13. ↑  . 台灣角川.   [2023-09-03]. （原始内容存档于2023-09-03） （中文（臺灣））.
14. ↑  . 台灣角川.   [2023-08-27]. （原始内容存档于2023-08-27） （中文（臺灣））.
15. ↑  . 台灣角川.   [2023-08-25]. （原始内容存档于2023-08-25） （中文（臺灣））.
16. ↑  . 台灣角川.   [2025-03-19].
17. ↑  . KADOKAWA.   [2023-08-28]. （原始内容存档于2023-08-27） （日语）.
18. ↑  . 台灣角川.   [2023-08-25]. （原始内容存档于2023-08-25） （中文（臺灣））.
19. ↑  . KADOKAWA.   [2023-09-24]. （原始内容存档于2022-11-25） （日语）.
20. ↑  . 台灣角川.   [2023-10-08]. （原始内容存档于2023-10-15） （中文（臺灣））.
21. ↑  . 台灣角川.   [2023-10-08]. （原始内容存档于2023-10-15） （中文（臺灣））.
22. ↑  . KADOKAWA.   [2023-10-02]. （原始内容存档于2023-10-03） （日语）.
23. ↑  . KADOKAWA.   [2023-09-20]. （原始内容存档于2023-09-02） （日语）.
24. ↑  . KADOKAWA.   [2023-09-14]. （原始内容存档于2023-09-26） （日语）.
25. ↑  . KADOKAWA.   [2024-04-28]. （原始内容存档于2024-04-26） （日语）.
26. ↑  . KADOKAWA.   [2024-10-25]. （原始内容存档于2024-10-09） （日语）.
27. ↑  電擊文庫 [@bunko_dengeki].  (推文). 2021-12-11  [2022-12-17] –Twitter （日语）.
28. ↑  @bunko_dengeki.  (推文). 2022-12-05  [2022-12-05] –Twitter （日语）.
29. 1 2  . Comic Natalie. 2023-07-15  [2023-07-15]. （原始内容存档于2023-07-16） （日语）.
30. ↑  . 巴哈姆特動畫瘋. 2023-10-08  [2023-10-15]. （原始内容存档于2023-12-30）.
31. ↑  . 電視動畫「豬肝記得煮熟再吃」官方網站.   [2024-08-12]. （原始内容存档于2023-12-20） （日语）.

## 外部連結
- 電擊文庫特設頁面（日語）
- 漫畫連載網站（日語）
- 電視動畫官方網站（日語）
- 電視動畫的X（前Twitter）（日語）